# Kistauri
Kistauri (em georgiano:  ქისტაური) é uma cidade da Geórgia, no distrito de Akhmeta, e na província da Caquécia. A cidade encontra-se à 7 km ao leste de Akhmeta e à 27 km ao oeste de Telavi. A cidade fica à margem direita do rio Alazani, ao noroeste das montanhas Gombori.
A população de Kistauri, em 2014 era de 1.729.
È a cidade natal do poeta Raphael Eristavi.

## Galeria

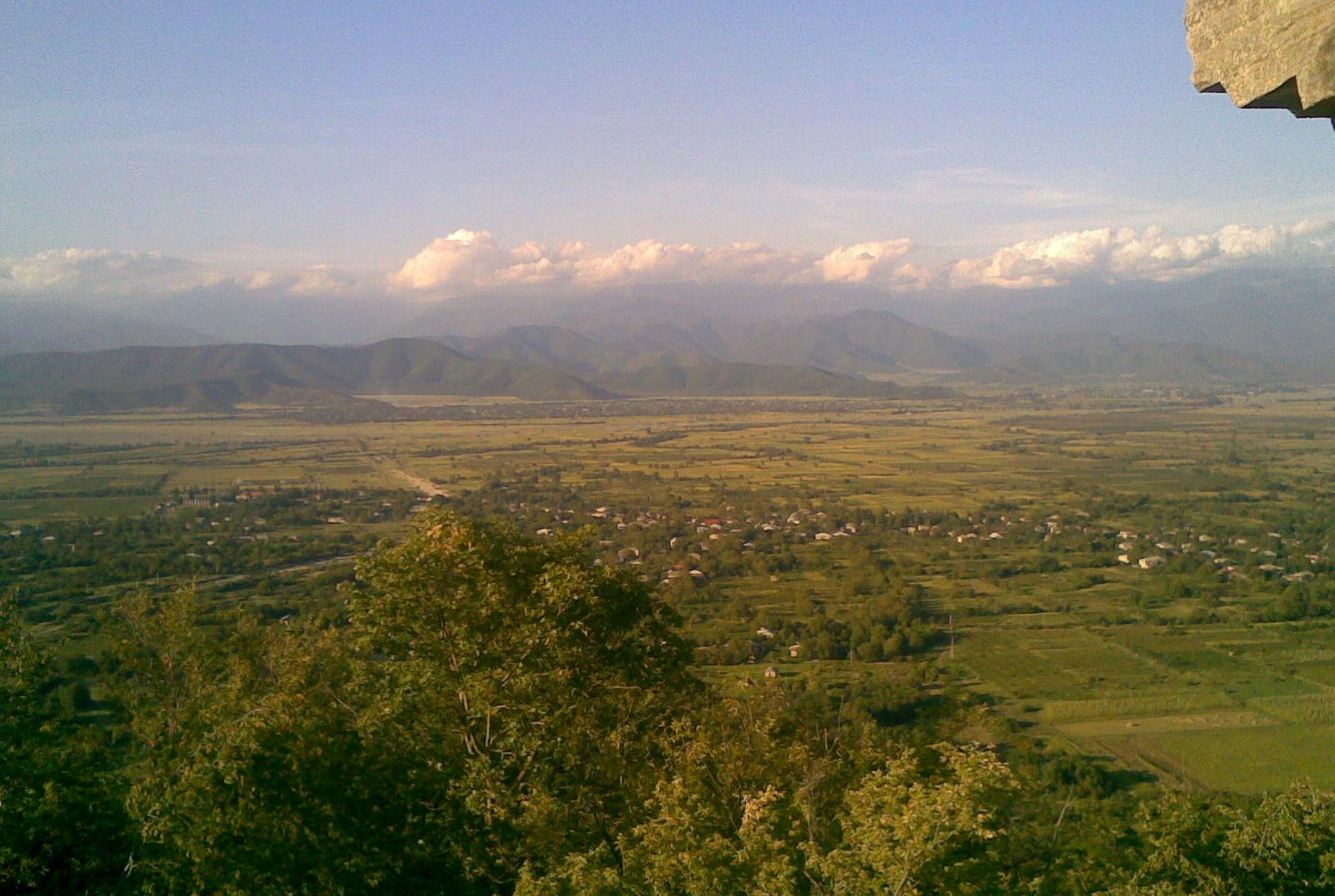
Panorama de Kistauri do lado Sul
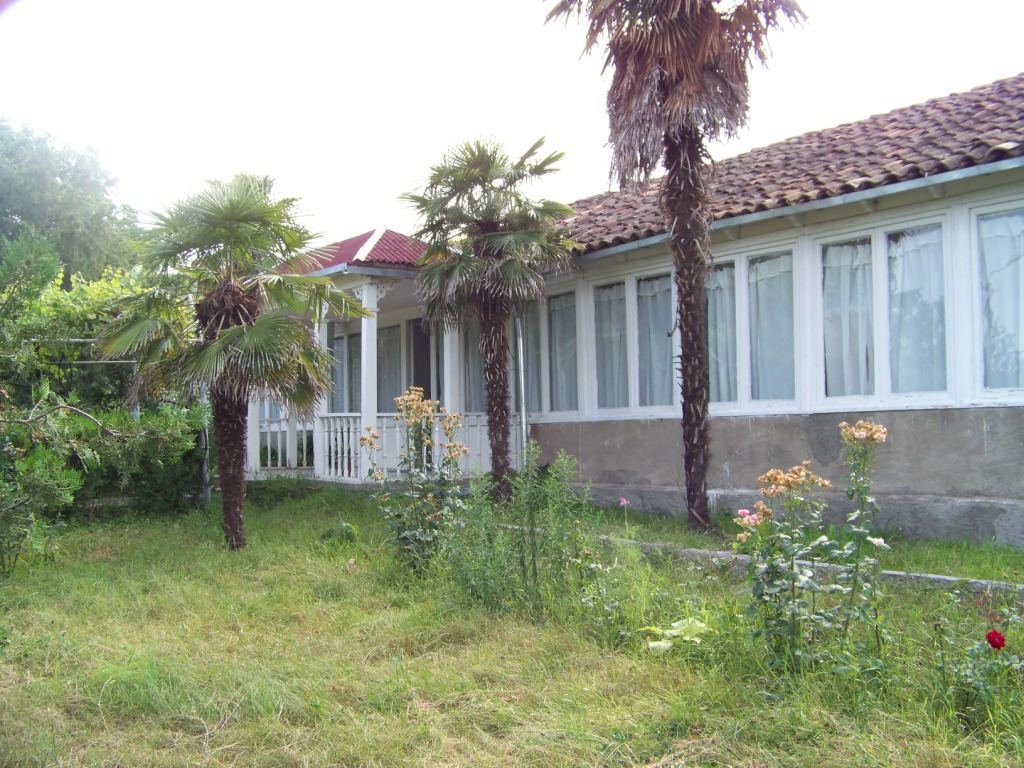
Museu de Raphael Eristavi
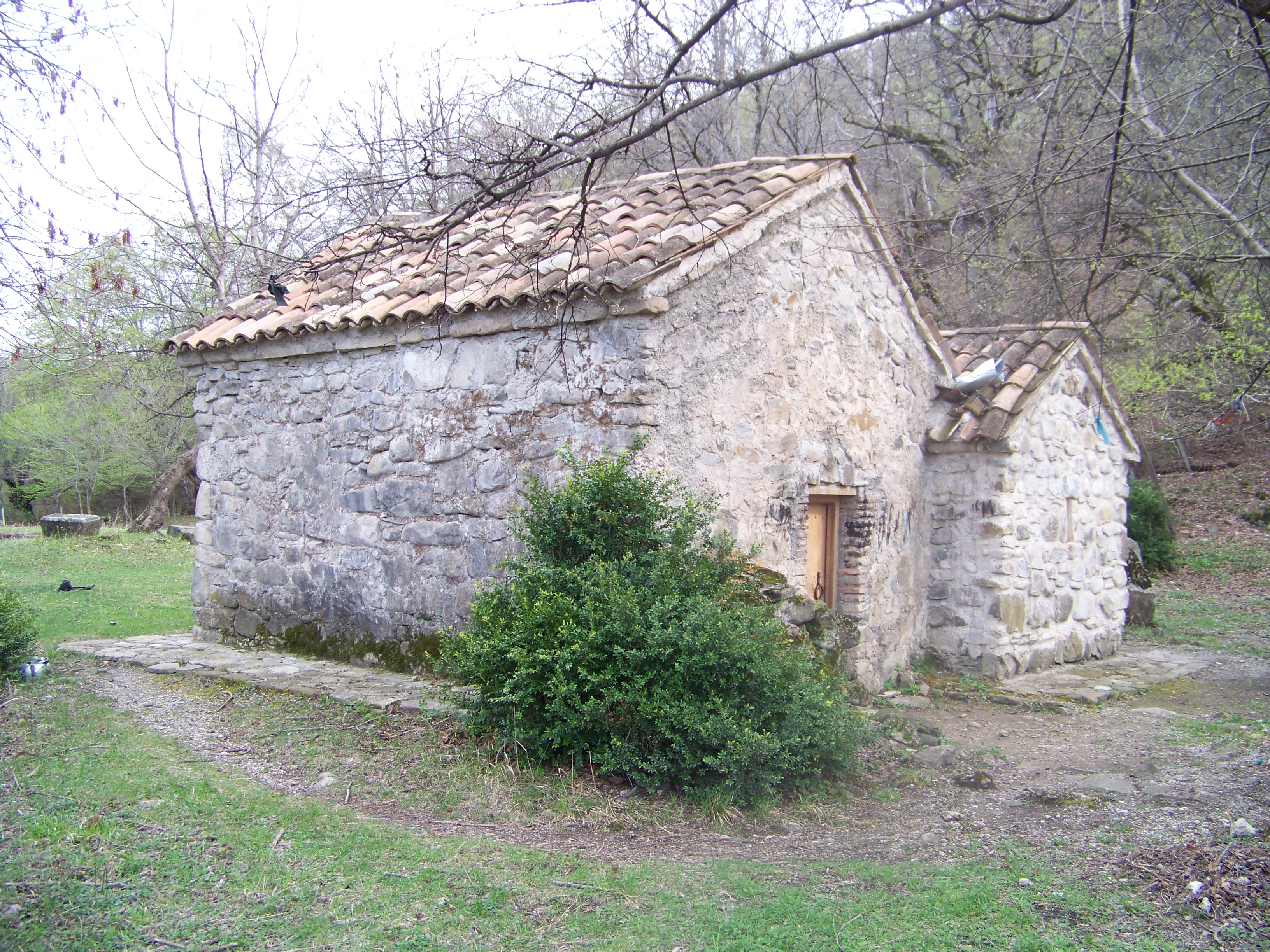
Igreja de Kvelatsminda, perto de Kistauri